# Parnera
Parnera è una suddivisione dell'India, classificata come census town, di 10.713 abitanti, situata nel distretto di Valsad, nello stato federato del Gujarat. In base al numero di abitanti la città rientra nella classe IV (da 10.000 a 19.999 persone).

## Geografia fisica
La città è situata a 20° 33' 0 N e 72° 57' 0 E e ha un'altitudine di 43 m s.l.m..

## Società

### Evoluzione demografica
Al censimento del 2001 la popolazione di Parnera assommava a 10.713 persone, delle quali 5.772 maschi e 4.941 femmine. I bambini di età inferiore o uguale ai sei anni assommavano a 1.078, dei quali 573 maschi e 505 femmine. Infine, coloro che erano in grado di saper almeno leggere e scrivere erano 8.460, dei quali 4.897 maschi e 3.563 femmine.